# Biosferni rezervat Calakmul
Biosferni rezervat Calakmul (Reserva de la Biosfera de Calakmul) se nahaja na polotoku Jucatan v Mehiki, v občini Calakmul v zvezni državi Campeche, na jugu meje z gvatemalskim departmajem El Peten. Zavzema 7231 km2 in vključuje približno 12 % trajnic mehiškega topskega deževnega gozda. Rezervat, ki je bil ustanovljen leta 1989, je eno največjih zavarovanih območij v Mehiki, ki zajema več kot 14 % države. Pomembno arheološko najdišče civilizacij iz predkolumbovskega obdobja Calakmul, eno največjih znanih najdišč Majev, je v biosfernem rezervatu.

## Rastlinstvo in živalstvo
Rezervat in sosednja gozdnata območja biosfernega rezervata Maya (Reserva de la Biosfera Maya) v gvatemalskem departmaju El Peten tvorijo enega največjih in najmanj motenih deževnih gozdov v Ameriki severno od Kolumbije. Gozd je na zahodu razvrščen kot suh gozd, na vzhodu pa visok in srednje visok širokolistni deževni gozd.
Med drevesi so slezenovke rodu ceiba (Ceiba pentandra – kapokovec), centralnoameriški mahagonij (Swietenia macrophylla), smokovci (med njimi Ficus citrifolia), chaká (Bursera simaruba – terpentinovo drevo iz vrste mangrov) in chicle ali chicozapote (Manilkara chicle - daje naravni gumi, znan kot čikle).
V biosfernem rezervatu živi 86 vrst sesalcev, od katerih jih je 18 mogoče najti v Uradnem registru mehiške ekologije, viru, ki opisuje floro in favno, ki jim grozi izumrtje, so redke, ogrožene ali so zaščitene. V območju živi 5 od 6 velikih mačk, ki so doma v Mehiki.
Sem spada majhna, a zdrava populacija jaguarjev, pa tudi jaguarundi (Herpailurus yagouaroundi), ozelotov, pum in dolga mačka (Leopardus wiedii). Med favno spadajo tudi srednjeameriški aguti (Dasyprocta punctata), opica Geoffroyeva brezpalčarka (Ateles geoffroyi), gvatemalski vriskač (Alouatta pigra), Bairdov tapir (Tapirus bairdii), belonosi koati (Nasua narica), purani (Meleagris ocellata), kure (Penelope purpurascens), tukani in zelene papige.

## Grožnja
Rezervat je bil kritično ogrožen, kar pomeni, da je treba nemudoma sprejeti ukrepe za nadaljnje varovanje in ohranjanje biotske raznovrstnosti. Te grožnje so: rast prebivalstva, samooskrba z lovom in krivolovom, turistična infrastruktura ter pojav cest.
Človeška populacija v rezervatu se od 1980-ih hitro povečuje zaradi povečane selitve in visoke rodnosti. To povzroča naraščajoče obremenitve naravnih virov zaradi preživljanja kmetij in živinoreje.
Čeprav se 80 % lova v rezervatu izvaja za osebno porabo med lokalnim prebivalstvom, ima ta samooskrbni lov vse drastičnejši vpliv na populacije prosto živečih živali. Te živali lovijo tudi vojaške enote, ki delujejo na območju.
Turistične dejavnosti naraščajo, odkar je rezervat dobil Unescov status, kar je ustvarilo več težav. Čeprav je v regiji vode malo, je potrošnja voda v bližini vasi ali mest rezervirana za turiste, kar med domačini povzroča pomanjkanje vode. Vedno več je zavedanja o morebitni vodni krizi zaradi nezmožnosti zadovoljevanja potreb domačinov in turistične industrije.
Zaradi težav z zasnovo rezervata sta zgrajeni dve glavni cesti, ki prečkata dve jedri, pomembni območji rezervata. Obstajajo predlogi za turistično destinacijo z imenom Maya World, ki bi vključevala cesto, ki bi povezovala različna območja biosfernega rezervata. Čeprav so načrti za cesto za zdaj odloženi, se na teh območjih gradnja hotelov nadaljuje.

## Politična vprašanja
Carlos Salinas de Gortari je leta 1989 območje razglasil za biosferni rezervat. Navedeni razlogi za imenovanje so bili zaščita biološke raznovrstnosti in zaščita številnih starodavnih majevskih ruševin, ki so v mejah rezervata. Od takrat obstajajo razlike med pogledi in filozofijo lokalnih prebivalcev, ki živijo na zemlji in tistih vladnih uradnikov in mestnih okoljevarstvenikov, ki želijo zaščititi njene vire.
Prebivalci, ki živijo na zemlji, so migranti, ki predstavljajo 23 od 32 mehiških zveznih držav, ki so jih pritegnile v 1960-ih, ko je mehiška vlada uvedla projekte razdeljevanja zemljišč. Čeprav se njihove kulture lahko razlikujejo, imajo skupno identiteto Campesinos (kar pomeni ljudi, ki kmetujejo) in samooskrbnih kmetov, ki živijo od zemlje. Vsi kot samooskrbni kmetje imajo skupno prepričanje, da je okolje kraj za delo, kar je v nasprotju z zagovarjanjem okoljevarstvenikov in vladnih uslužbencev, ki menijo, da je »idealno okolje brez človeške prisotnosti«. Te zunanje stranke imajo miselnost »ne dotikaj se«. Tako so Campesinosi ustvarili enotno fronto in si prizadevali za dostop do pomembnih virov, ki jim omogočajo kmetovanje in oskrbo.
Leta 1991 je mehiški predsednik Campesinosom zagotovil »skrb za rezervat«, ki je zagotavljal sredstva za pomoč pri zaščiti preostalih gozdov in hkrati spodbujal samooskrbo v lokalnem kmetijskem sektorju. To je v skladu s filozofijo, da je biotska raznovrstnost »raznolikost v uporabi«.
Ta vprašanja razprave so privedla do odpora lokalnih kmetov. Zaradi svojih prepričanj o uporabi okolja in dela mnogi verjamejo, da želijo tisti na drugi strani razprave (vladni uslužbenci in mestni okoljevarstveniki) zemljo uporabljati za lastna donosna sredstva. Številni kmetje prepoznajo razliko med simboličnim in dejanskim lastništvom zemljišč in menijo, da vlada spodkopava njihovo življenjsko prakso. Medtem ko se Campesinoni ukvarjajo s samooskrbo in zato ne prejemajo plače, obstaja velika ranljivost drugih izvedbenih predpisov.